# شركة نفط الوسط
شركة نفط الوسط هي شركة عراقية تأسست من قبل وزارة النفط العراقية من أجل ان تعنى باستكشاف واستخراج النفط والغاز من وسط العراق. وتكون هذه الشركة هي رابع شركة نفط عراقية إلى جانب شركة نفط الجنوب وشركة نفط الشمال وشركة نفط ميسان وعُيّن مؤخرا مهندس النفط محمد ياسين حسن مديرا عاما ورئيسا لمجلس الإدارة.